# Château de Miyao

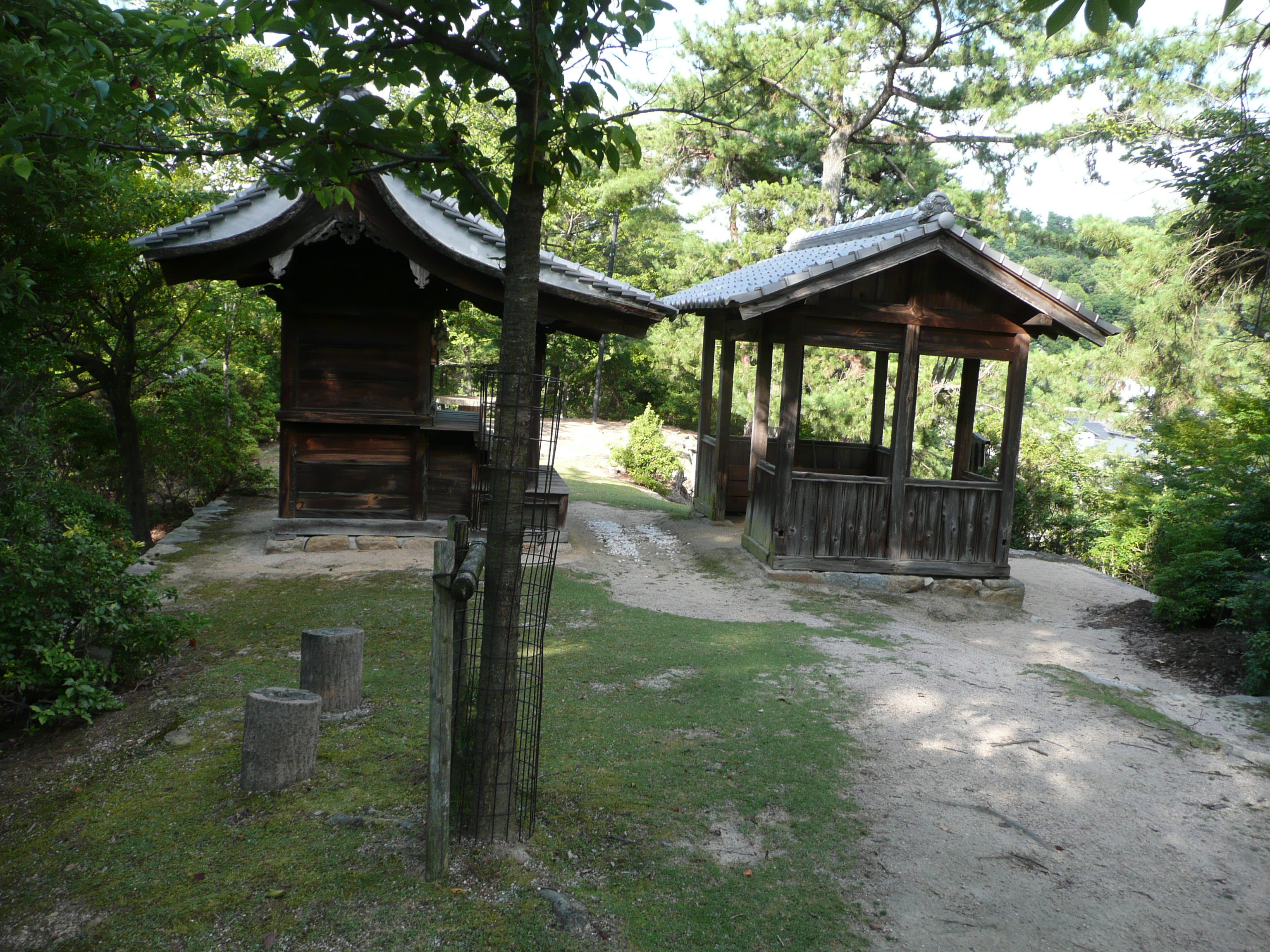

Le château de Miyao (宮尾城, Miyao-jō) était une fortification construite sur l'île de Itsukushima (également connu sous le nom de Miyajima) durant l'époque Sengoku (Royaumes combattants) du Japon. Bien qu'il s'agisse d'un château japonais, il ne possédait pas de tenshu (donjon) ni ne servait de résidence à un noble propriétaire terrien. Dès lors le château correspond davantage à la définition d'un « château en hauteur ». Construit par Mōri Motonari, le château de Miyao faisait partie d'un plan à grande échelle pour attirer et emprisonner son ennemi, Sue Harukata, plan qui connut son dénouement à la bataille de Miyajima en 1555.
Le château de Miyao se trouve à Hamano-cho sur l'île de Miyajima, ville de Hatsukaichi, dans la préfecture de Hiroshima.

## Contexte historique
En 1551, Sue Harukata se rebella contre son daimyo'Ōuchi Yoshitaka, le contraignant au seppuku. Sue mena effectivement la famille et ses armées qui régnèrent sur la province d'Aki. En 1554, Mōri Motonari, vassal du clan Ōuchi, prit les armes contre Sue. Les forces de Mōri bien supérieures en nombre attaquèrent et vainquirent Sue à la bataille d'Oshikibata. Plus tard, Mōri quitta l'intérieur des terres pour construire le château de Miyao sur l'île de Itsukushima, également connue sous le nom de « Miyajima ».

## Construction du château
Pour servir de site au château, Mōri Motonari choisit une colline de 30 m de haut appelée Yougai-san (要害山) située dans le coin nord-ouest de l'île, près du sanctuaire Itsukushima-jinja et dominant le canal entre Miyajima et la terre ferme. Du fait de cette situation, le château de Miyao est un 平山城 (hirayamajiro) (château de plaine) sur un lopin de terre au pied de montagnes aux pentes escarpées dont le mont Misen de 535 m de haut. La zone du château ne pouvait être approchée que par bateau de trois côtés. Aussi le château de Miyao était-il très visible mais également assez vulnérable.
Le château fut bâti à la hâte avec la prochaine bataille à l'esprit. Près de 1 000 ouvriers furent employés et il ne fallut qu'un mois pour le terminer, à la grande satisfaction de Motonari. Des murs de pierre durent être érigés afin d'étayer les fondements de terre faiblement tassée qui, sans soutien, se seraient facilement effondrés. Il n'y eut probablement jamais de tenshu (donjon) permanent.

## Bataille de Miyajima
Quand la construction du château fut terminée, Motonari se rendit sur la terre ferme, laissant derrière lui une petite garnison pour défendre le château. À la fin du mois de septembre 1555, Sue Harukata mordit à l'hameçon, attaqua et s'empara du château avec des forces supérieures à celles de la garnison en place. En quelques jours, Motonari et ses alliés manœuvrèrent de leurs positions respectives et envahirent le château des trois côtés (bataille de Miyajima). Tandis qu'une force de débarquement approchait de la mer, deux autres groupes ayant accosté sur l'autre côté de l'île la traversèrent et attaquèrent le château par l'arrière. Bien que les forces de Motonari étaient en nombre très inférieur, il connaissait le terrain et les faiblesses du château et possédait ainsi l'avantage tactique ainsi que l'avantage de la surprise. Les forces de Motonari tuèrent, capturèrent ou mirent en fuite les défenseurs de la forteresse et en reprirent possession. La bataille est devenue un important jalon dans l'histoire de l'ouest du Japon.

## Postérité
Aucune archive n'informe de ce qu'est devenu le château après la bataille de Miyajima. Tout d'abord fortification temporaire destinée à servir d'appât dans un plan plus général, le château était une construction de piètre qualité. Il était par ailleurs bâti sur des terres sacrées et la bataille qui s'y déroula était un acte de profanation dans un lieu où ni naissance ni mort ne devaient survenir. À la suite de la bataille, les prêtres shinto locaux conduisirent des cérémonies élaborées pour purifier les lieux des effluves de la mort. Il est donc admis que le château de Miyao fut abandonné par le clan Mōri. Le site fut probablement pillé pour son bois et ses pierres afin de servir de matériau de construction par ailleurs.
Le site du château de Miyao est à présent un petit parc au sommet de la colline de Yougai où se trouvent un panneau indicateur ainsi qu'un petit sanctuaire. De toutes parts le site est entouré de résidences, de magasins, de restaurants, d'hôtels et de ryokan. L'accès au parc se fait par deux escaliers sur les côtés opposés de la colline, dont l'un est très proche des docks de traversiers. Le site du château est négligé par les guides touristiques d'Itsukushima de telle sorte qu'il reçoit peu de visites.